# Le Théâtre de Sabbath
Le Théâtre de Sabbath (titre original : Sabbath's Theater) est un roman américain de Philip Roth publié en 1995. Il remporte le National Book Award cette même année.

## Synopsis
Mickey Sabbath, marionnettiste en son temps, s’est réfugié loin du tumulte de New-York, à la montagne. Mais ses démons le poursuivent en compagnie de sa nouvelle femme Roseanna et sa maîtresse Drenka…le poids des années se fait sentir inéluctablement mais Sabbath reste ce qu’il est, un homme sincère et obsédé par les femmes, jusqu’où va-t-il pousser ses propres limites ?